# You Know You Like It
You Know You Like It è un singolo del duo britannico AlunaGeorge, reso disponibile dal 20 aprile 2012 sotto forma di download digitale.
Il disc jockey francese DJ Snake ha collaborato con il duo eseguendo un remix del brano, pubblicato dal 20 ottobre 2014 negli store digitali.

## Tracce
1. You Know You Like It – 3:27 (Aluna Francis, George Reid)

Download digitale
1. You Know You Like It – 3:27
2. Just a Touch – 3:13
3. Put Up Your Hands – 4:23
4. You Know You Like It (video) – 3:35

## Versione di DJ Snake
Dopo aver firmato con la Interscope e dopo aver ottenuto milioni di streaming di questo brano su Soundcloud di AlunaGeorge, che circolava dal 22 luglio 2013 in veste di remix ufficiale del brano, DJ Snake ha pubblicato il brano in collaborazione con il duo sul suo profilo SoundCloud. Il brano è stato pubblicato come singolo dal 20 ottobre 2014 per il download digitale.

### Classifiche
| Classifica (2015) | Posizione massima |
| ----------------- | ----------------- |
| Australia         | 11                |
| Austria           | 39                |
| Belgio (Fiandre)  | 76                |
| Belgio (Vallonia) | 19                |
| Canada            | 21                |
| Francia           | 22                |
| Germania          | 27                |
| Irlanda           | 73                |
| Nuova Zelanda     | 21                |
| Paesi Bassi       | 23                |
| Stati Uniti       | 13                |
| Svezia            | 63                |
| Svizzera          | 24                |